# Státní svátky Austrálie
Státní svátky Austrálie uvádějí přehled státních svátků, vyhlášených v Austrálii.
| Datum                           | Český název                                    | Místní název     | Poznámka                                                       |
| ------------------------------- | ---------------------------------------------- | ---------------- | -------------------------------------------------------------- |
| 1. ledna                        | Nový rok                                       | New Year's Day   |                                                                |
| 26. ledna                       | Den Austrálie                                  | Australia Day    | připomínka na den prvního vylodění vyhoštěnců z Velké Británie |
|                                 | Velký pátek                                    | Good Friday      |                                                                |
|                                 | Bílá sobota                                    | Easter Saturday  |                                                                |
|                                 | Velikonoční pondělí                            | Easter Monday    |                                                                |
| 25. dubna                       | Den armádních sborů Austrálie a Nového Zélandu | ANZAC Day        | připomenutí hrdinství a obětí členů obou armád                 |
| 9. června nebo první pondělí po | Narozeniny Královny                            | Queen's Birthday | slaví se mimo Západní Austrálii (Western Australia)            |
| 25. prosince                    | První svátek vánoční                           | Christmas Day    |                                                                |
| 26. prosince                    | Druhý svátek vánoční                           | Boxing Day       | slaví se mimo Jižní Austrálii (South Australia)                |
| 26. prosince                    | Den vyhlášení provincie Jižní Austrálie        | Proclamation Day | slaví se v Jižní Austrálii (South Australia)                   |